# سوزان والاس
سوزان والاس (بالإنجليزية: Susan Wallace)‏ هي كاتِبة وشاعرة أمريكية، ولدت في 25 ديسمبر 1830 في كروفوردسفيل في الولايات المتحدة، وتوفي بنفس المكان في 1 أكتوبر 1907.